# Johan Verbist
Johan Verbist (1966. április 13. –) belga nemzetközi labdarúgó-játékvezető.

## Pályafutása

### Nemzeti játékvezetés
A játékvezetésből 1989-ben vizsgázott. 1990-től kezdett mérkőzéseket vezetni. Ellenőreinek, sportvezetőinek javaslatára lett az I. Liga játékvezetője. Az aktív nemzeti játékvezetéstől 2012-ben vonult vissza.

#### Nemzeti kupamérkőzések
Vezetett Kupa-döntők száma: 3.

##### Jupiler League
| Időpont         | Helyszín                                | Mérkőzés típusa     | Mérkőzés                        | Eredmény | Nézők száma |
| --------------- | --------------------------------------- | ------------------- | ------------------------------- | -------- | ----------- |
| 2009. május 21. | Constant Vanden Stock Stadion, Brüsszel | döntő (1. mérkőzés) | RSC Anderlecht – Standard Liège | 1 : 1    | 24 027      |
| 2012. május 20. | Jules Otten Stadion, Brüsszel           | döntő               | KAA Gent–Cercle Brugge KSV      | 2 : 1    | 9 783       |

##### Szuperkupa
| Időpont          | Helyszín                                | Mérkőzés típusa | Mérkőzés                | Eredmény | Nézők száma |
| ---------------- | --------------------------------------- | --------------- | ----------------------- | -------- | ----------- |
| 2010. július 23. | Constant Vanden Stock Stadion, Brüsszel | döntő           | RSC Anderlecht–KAA Gent | 1 : 0    | 14 000      |

### Nemzetközi játékvezetés
A Belga labdarúgó-szövetség Játékvezető Bizottsága (JB) terjesztette fel nemzetközi játékvezetőnek, a Nemzetközi Labdarúgó-szövetség (FIFA) 2001-től tartotta nyilván bírói keretében. Több nemzetek közötti válogatott és klubmérkőzést vezetett. FIFA JB besorolás szerint 3. kategóriás bíró. A belga nemzetközi játékvezetők rangsorában, a világbajnokság-Európa-bajnokság sorrendjében többedmagával a 11. helyet foglalja el 5 találkozó szolgálatával. Az aktív nemzetközi játékvezetéstől 2010-ben a FIFA 45 éves korhatárát elérve búcsúzott. Válogatott mérkőzéseinek száma: 9.

#### Világbajnokság
A világbajnoki döntőhöz vezető úton Németországba a XVIII., a 2006-os labdarúgó-világbajnokságra a FIFA JB bíróként alkalmazta.
| Időpont             | Helyszín                         | Mérkőzés típusa           | Mérkőzés              | Eredmény | Nézők száma |
| ------------------- | -------------------------------- | ------------------------- | --------------------- | -------- | ----------- |
| 2005. február 12.   | Gradski Stadion, Skopje          | előselejtező (1. csoport) | Macedónia–Andorra     | 0 : 0    | 5 000       |
| 2005. szeptember 7. | Tofik Bahramov Stadion, Baku     | előselejtező (6. csoport) | Azerbajdzsán–Ausztria | 0 : 0    | 3 500       |
| 2005. október 8.    | Meteor Stadion, Dnyipropetrovszk | előselejtező (2. csoport) | Ukrajna–Albánia       | 2 : 2    | 24 000      |

#### Európa-bajnokság
Az európai-labdarúgó torna döntőjéhez vezető úton Portugáliába a XII., a 2004-es labdarúgó-Európa-bajnokságra és Ausztriába és Svájcba a XIII., a 2008-as labdarúgó-Európa-bajnokságra az UEFA JB játékvezetőként foglalkoztatta.

##### 2004-es labdarúgó-Európa-bajnokság
| Időpont           | Helyszín               | Mérkőzés típusa           | Mérkőzés                 | Eredmény | Nézők száma |
| ----------------- | ---------------------- | ------------------------- | ------------------------ | -------- | ----------- |
| 2003. március 29. | Dinamo Stadion, Minszk | előselejtező (3. csoport) | Fehéroroszország–Moldova | 2 : 1    | 7 500       |

##### 2008-as labdarúgó-Európa-bajnokság
| Időpont             | Helyszín                         | Mérkőzés típusa           | Mérkőzés          | Eredmény | Nézők száma |
| ------------------- | -------------------------------- | ------------------------- | ----------------- | -------- | ----------- |
| 2006. szeptember 2. | A. Le Coq Arena Stadion, Tallinn | előselejtező (E. csoport) | Észtország–Izrael | 0 : 1    | 5 000       |

#### Nemzetközi kupamérkőzések

##### UEFA-bajnokok ligája
| Időpont          | Helyszín                | Mérkőzés típusa            | Mérkőzés                       | Eredmény | Nézők száma |
| ---------------- | ----------------------- | -------------------------- | ------------------------------ | -------- | ----------- |
| 2010. július 15. | Munajsi Stadion, Atirau | előselejtező (2. mérkőzés) | FC Atyrau (kazah)–Győri ETO FC | 0 : 2    | 6 400       |